# Nicolò Rondinelli
Nicolò Rondinelli ou Nicoló ou Niccoló Rondinello, (Ravenne, v. 1468 - v. 1520) est un peintre italien actif principalement à Ravenne.

## Biographie
Les notices biographiques concernant Nicolò Rondinelli sont essentiellement concentrées dans la période allant de 1495 à 1502.
Jusqu'en 1495 Rondinelli a été l'élève à Venise du peintre Giovanni Bellini.
Pendant la période vénitienne il a surtout réalisé des œuvres à caractère religieux dont diverses Vierge à l'Enfant.
La seule date certaine correspond à l'année 1497, quand il a réalisé un saint Sebastien pour la Cattedrale di Santa Croce de Forlì .
À cette date correspond probablement à sa première rencontre avec le peintre de l'école de Forlì Baldassarre Carrari, qui reprendra le style caractéristique pour le goût décoratif raffiné, le chromatisme lumineux harmonique et équilibré de la peinture vénitienne. L'influence semble être réciproque car dans ses œuvres tardives sont profondément imprégnées des celles de Carrari.
Il est documenté à Ravenne de 1496 à 1502.
Nicolò Rondinelli passa ses dernières années à Ravenne où il mourut vers l'an 1510. Vasari écrit que Rondinelli est enterré en l'église San Francesco à Ravenne.
Francesco da Cotignola a été de ses élèves.

## Œuvres
- Vierge à l'Enfant, Musée d'art d'Indianapolis,
- Vierge à l'Enfant, Pinacothèque civique, Forlì,
- Saint Sebastien 1497, signé, Cattedrale di Santa Croce, Forlì,
- Vierge à l'Enfant, Galerie Doria Pamphili, Rome
- Vierge à l'Enfant, Accademia, Venise,
- Sainte Conversation, Galleria dell'Accademia, Ravenne,
- Sainte Conversation et Apparition de saint Jean l'Évangéliste à Galla Placidia, Brera, Milan.

## Sources
- (it) Cet article est partiellement ou en totalité issu de l’article de Wikipédia en italien intitulé « Nicolò Rondinelli » (voir la liste des auteurs).